# 乔乌图普帕尔
乔乌图普帕尔（Choutuppal），是印度安得拉邦Nalgonda县的一个城镇。总人口14071（2001年）。

## 人口
该地2001年总人口14071人，其中男性7041人，女性7030人；0—6岁人口2067人，其中男1045人，女1022人；识字率65.23%，其中男性为72.57%，女性为57.87%。